# Citry
Citry é uma comuna francesa localizada na região administrativa da Île-de-France, no departamento Sena e Marne. A comuna possui 640 habitantes segundo o censo de 1990.